# Château de Belvès
Le château de Belvès, anciennement hôtel de Commarque, est situé sur la commune de Belvès, dans le département de la Dordogne.

## Historique
Des peintures murales de la deuxième moitié du XVe siècle y ont été découvertes en 2011.

## Protection
Le monument fait l’objet d’une inscription au titre des monuments historiques depuis le 6 décembre 1948.